# ترول (فیلم ۱۹۸۶)
ترول (انگلیسی: Troll) یک فیلم کمدی ترسناک آمریکایی به کارگردانی جان کارل بیکلر که در سال ۱۹۸۶ منتشر شد.

## بازیگران
- نوآ هاتاوی در نقش هری پاتر جونیور
- مایکل موریارتی در نقش هری پاتر سینیور
- شلی هک در نقش اَن پاتر
- جنی بک در نقش وندی پاتر
- سانی بونو در نقش پیتر دیکینسن
- جون لوکارت در نقش یونیس سینت کلر
- آنا لوکارت در نقش جوانی یونیس سینت کلر
- جولیا لوئیس-دریفوس در نقش جنت کوپر
- گری سندی در نقش بری تیبر
- فرنک ولکر صدای تراکِ ترول
- فیل فندانکارو در نقش مالکوم مالری و تراکِ ترول

## گیشه
بودجه تخمینی ترول بین ۷۰۰٫۰۰۰ تا ۱٫۱ میلیون دلار بود. ترول در ۱۷ ژانویه ۱۹۸۶ در ایالات متحده در ۹۵۹ سالن نمایش اکران شد و در آخر هفته ۲٫۵۹۵٫۰۵۴ دلار به دست آورد و در رده نهم جدول باکس آفیس قرار گرفت.

## شباهت با هری پاتر
از زمان انتشار هری پاتر و سنگ جادو در سال ۱۹۹۷، برخی از دست‌اندرکاران فیلم ترول، جی.کی. رولینگ را به «قرض گرفتن» عناصری از این فیلم متّهم کرده‌اند. تهیه‌کنندهٔ فیلم چارلز بند در مصاحبه‌ای با اشاره به این که فیلم ترول بیش از یک دهه پیش از هری پاتر ساخته‌شده‌است، چند صحنه از فیلم و نام شخصیت اصلی را از این دست «قرض‌ها» می‌داند. پیتر دیوی، شریک جان بیکلر در بازسازی فیلم ترول در سال ۲۰۰۸، دربارهٔ هری پاتر گفته‌است: «از نظر جان، اوّلین هری پاتر را او آفریده‌است، جی.کی. رولینگ می‌گوید ایده ناگهان به او الهام شده‌است امّا جان این‌طور فکر نمی‌کند».